# Río Mathabhanga
El río Mathabhanga (en bengalí: মাথাভাংগা নদী, romanizado: Māthābhāṅgā Nadī) es un río transfronterizo entre India y Bangladesh.
Fluye primero en dirección sureste hasta Hatboalia, donde se bifurca en una rama, que en adelante se conoce como Kumar o Pangasi, luego continúa en la misma dirección, pasando por Alamdanga, hasta el límite del distrito que forma por unas pocas millas hasta que pasa a Jessore, mientras que la otra rama sigue un curso muy tortuoso. Su tendencia general es hacia el sur, hasta que, tras pasar Chuadanga, llega a Krishnaganj (en la India). Allí tiene lugar una segunda bifurcación, las dos corrientes resultantes se conocen como Churni e Ichamati, y se pierde el nombre del río padre. Está en la frontera entre India y Bangladés. Mathabhanga es un río importante en el suroeste de Bangladés y juega un papel importante en el transporte de agua dulce de la lluvia a través de Jalangi hasta Sundarbans. El color del río es verde y claro.